# Pantone Matching System
Pantone Matching System (PMS) er et farvesystem, som hovedsageligt anvendes indenfor grafik- og trykindustrien. Pantonefarver er specialfarver og spænder fra "almindelige" farver til farver der ikke kan gengives i CMYK(firefarvetryk) som f.eks. neon- og metalfarver. Pantonefarver anvendes ofte til logoer, så man har en ren farve og dermed undgår at få raster i et firefarvetryk (CMYK).
Pantonefarverne er ordnet i et system med identifikation i form af entydige numre, der som med ethvert andet farvesystem har til hensigt objektivt og utvetydigt at udveksle oplysninger om farver imellem alle involverede i trykproduktionen (Uafhængigt af individuelle farvesyn).
PMS blev udviklet i 1963 af Pantone Inc. og er i 2014 udvidet til at indeholde 1755 specialfarver, der for hovedparten ikke kan opnås ved blanding i firefarvetryk. Rettighederne til farvesystemet ejes af Pantone Inc., et amerikansk selskab med hovedkvarter i Carlstadt, New Jersey.

## Pantone LLC
Virksomheden Pantone fremstillede oprindeligt farvekort til kosmetik- og modebranchen. Lawrence Herbert, som var blevet ansat i 1956, købte i 1962 virksomheden og begyndte at udvikle  sit eget system til farvebestemmelse og -kommunikation, som han i 1963 sendte på markedet under navnet Pantone Matching System. Pantone er i dag aktiv i mere end 100 lande og har over 1.000 licenstagere. Firmaet blev i 2007 overtaget af X-Rite for 180 millioner US-dollar.

## Pantone Matching System
Pantone Matching System er baseret på 14 basisfarver, som blandes i forskellige farvekombinationer for at opnå alle systemets øvrige farver. Farverne præsenteres i vifteform (Pantone Formula Guides), i ringbøger (Pantone Solid Chips Books), samt som tryk på tre forskellige papirtyper: glans-belagt (coated), ubelagt (uncoated) og mat-belagt (matte).
For at forenkle arbejdet under trykprocesser, indeholder Pantone-farvekortene et farvefelt som afbilder hver af Pantone-farverne. Ved tryk på forskellige papirtyper anvendes præcis samme trykfarve. Formålet med Pantone Matching System, er således ikke at opnå et ensartet udseende af farverne uanset trykkeunderlag, men i stedet at repræsentere præcis samme farve i sammenhæng med det valgte underlag. De respektive farveindtryk kan således variere betydeligt afhængigt af papirets overfladeegenskaber. Af samme grund defineres Pantone-særfarverne ikke kun med en nummerkode, men angives altid sammen med et bogstav som angiver hvilken papirtype der anvendes (C = coated, U = uncoated, M = matte).
Pantone Matching System har etableret sig som international de facto standard indenfor design- og trykindustrien. Andre farvesystemer har som regel kun begrænset udbredelse indenfor et regionalt område, f.eks. som HKS-farvesystemet i tysktalende lande.

## Pantone Plus Series
I maj 2010 blev en opdateret version af Pantone Matching System, Pantone Plus Series, udgivet. Dette førte først til udvidelsen med 224 nye farver og derefter suppleringskortet "+336" med 336 supplerende farver. Med jubilæumsudgaven i 2012 udkom PMS første gang med alle 560 nye farver.
For at blande de 336 nye farver måtte Pantone-systemets 14 basisfarver udvides med fire ekstra til 18 basisfarver: PANTONE Bright Red, PANTONE Pink, PANTONE Medium Purple und PANTONE Dark Blue. Denne gradvise udvidelse af Pantone Plus-farverne og Pantone-basisfarverne blev dårligt formidlet, og der er således to Pantone Plus-farvekort med forskellige farver tilgængelige: Det første "Pantone Plus"-farvekort fra 2010 og "Pantone 50th Anniversary Edition" fra 2012 med alle 560 nye farver og de fire nye basisfarver. Da flere forhandlere og kunder ikke opdagede "+336"-udvidelsen, findes der reelt to Pantone Plus-udgaver. Selv firmaer som Adobe og EFI der officielt understøtter Pantone Plus supporterer kun den ufuldstændige Pantone Plus fra 2010. Alle 336 tilføjede farver med farvenavnene fra 2001 til 2336, er stadig ikke tilgængelige i Adobe Creative Cloud. Af den grund har Pantone selv udgivet ajourføringsværktøjet PANTONE Color Manager Software for at tilføje "+336"-farverne til softwareprogrammerne som Adobe CC Palette.
Pantone Plus-farverne blev også udvidet med et UGRA Metamerikort, der kan vise beskueren i hvilket omfang det omgivende lys svarer til farvetemperaturen D50 (5000 Kelvin). Farvetemperaturindikatoren er dog ligesom UGRA ikke egnet til reel efterprøvning af D50, men givet et indtryk af at elpærer og normale fluorescerende lysstofrør ikke er egnet til gengivelse af Pantone-farverne.
Opbygningen af Pantone-farvekortene er blevet fuldstændig revideret: Klassificeringen var tidligere inddelt efter nummerkode, men sorteres nu i stedet efter farvefelternes farve. Som følge deraf er visse farver i praksis blevet visuelt nemmere at finde. Bagerst i farvekort findes en indholdsfortegnelse hvor farverne er sorteret efter nummerkoderne. De eksisterende farver og nummerkoder er uændret i forhold til det oprindelige Pantone Matching System. Eneste tilføjelse er tilføjelsen af "+336" Pantone Plus-farverne fra 2012 og de deraf tilføjede fire nye basisfarver.

## Pantone-specialfarver og firefarvetryk
Pantone Matching System udvider farverummet i forhold til konventionel firefarvetryk. I firefarvetryk anvendes de fire primærfarver Cyan, Magenta, Yellow og Key (= Sort), som ved trykning af tætsiddende rasterpunkter skaber illusionen af alle andre farver. I tillæg hertil bliver farverne fra Pantone Matching System trykt som Fuldtone ved at den ønskede særfarve anvendes som en ekstra selvstændig trykfarve. De fleste farver fra Pantone Matching System kan ikke repræsenteres ved brug af firefarvetryk; de farver der dog alligevel kan opnås med CMYK markeres i PMS-farvekort med et særligt symbol. Desuden findes et andet symbol til angivelse af de farver som kan repræsenteres som RGB-farver.

## Anvendelse af Pantone specialfarver
Virksomheder benytter ofte Pantones specialfarver indenfor branding, virksomhedsdesign og virksomhedsidentitet for at sikre at deres varemærker og firmalogo opnår en høj genkendelsesgrad globalt.
For eksempel benytter Puma 485 C, Lufthansa 1235 C, Starbucks 3425 C og GAP 655 C -farverne fra Pantone Matching System i deres kendingsmærker. 
Kraft Foods har desuden til deres Milka-produkter, fået fremstillet en særlig Pantone-farve som ligger mellem to numre på Pantone-farvekortet. Koncernen har efterfølgende opnået at få denne lilla farve godkendt som farvemærke hos den tyske patentmyndighed og den europæiske Patentorganisation, samt opnået registrering i WIPO (World Intellectual Property Organization) i Genève.
Pantone-farver anvendes desuden også til at definere farver i flag: således benyttes der i det europæiske flag blåtonen Pantone Reflex Blue som bund og Pantone Yellow til stjernernes farve. Begge er basisfarver fra Pantone Matching System og har ingen nummerbetegnelse, men kaldes blot ved navn.

## Andre farvesystemer fra Pantone
Da farver ikke kun spiller en vigtig rolle inden for det grafiske område, har Pantone desuden udviklet to andre farvesystemer. Det ene af dem anvendes til specifikation og kommunikation af tekstilfarver (Pantone Fashion + Home), det andet omfatter farver i transparente og uigennemsigtige plastikstykker (Pantone Plastics). Begge systemer har fået et særligt udviklet farvekodesystem som sikrer at der ikke opstår forveksling med øvrige systemer.
I tillæg til de trykte farvereferencer tilbyder Pantone desuden tilbehør til arbejdet med farver, som bl.a. omfatter software og farvemålerer til hurtig identifikation af farver samt udstyr til skærmkalibrering.